# Clargia bonema
Clargia bonema là một loài bướm đêm trong họ Noctuidae.